# Ліману
Ліману (рум. Limanu) — село у повіті Констанца в Румунії. Адміністративний центр комуни Ліману.
Село розташоване на відстані 206 км на схід від Бухареста, 42 км на південь від Констанци.

## Населення
За даними перепису населення 2002 року у селі проживали 2170 осіб.
Національний склад населення села:
| Національність   | Кількість осіб | Відсоток |
| ---------------- | -------------- | -------- |
| румуни           | 2098           | 96,7%    |
| цигани           | 59             | 2,7%     |
| угорці           | 6              | 0,3%     |
| росіяни-липовани | 5              | 0,2%     |

Рідною мовою назвали:
| Мова      | Кількість осіб | Відсоток |
| --------- | -------------- | -------- |
| румунська | 2100           | 96,8%    |
| циганська | 59             | 2,7%     |
| угорська  | 5              | 0,2%     |